# 森真一
森 真一（もり しんいち、1962年 - ）は、日本の社会学者。現在、追手門学院大学社会学部教授。専門は知識社会学、理論社会学、現代社会論、消費社会論、コミュニケーション論。

## 人物
兵庫県神戸市出身。神戸市外国語大学を卒業後、1990年に関西学院大学社会学部を卒業、1995年、関西学院大学大学院社会学研究科博士後期課程単位取得退学。博士（社会学）（課程博士論文は「合理化と自己知-心理主義社会の知識社会学-」、のち『自己コントロールの檻』として出版）。2006年、皇學館大学文学部コミュニケーション学科助教授、准教授、2014年より現職。

## 著書

### 単著
- 『自己コントロールの檻―感情マネジメント社会の現実』（講談社、2000）
- 『日本はなぜ諍いの多い国になったのか―「マナー神経症」の時代』（中央公論社、2005）中公新書ラクレ
- 『ほんとはこわい「やさしさ社会」』（筑摩書房、2008）
- 『かまわれたい人々』（中経出版、2009）
- 『「お客様」がやかましい』（筑摩書房、2010）
- 『どうしてこの国は「無言社会」となったのか』（産学社、2013）

### 共著
- （宮原浩二郎、荻野昌弘）『変身の社会学』（世界思想社、1997）
- （宮原浩二郎）『阪神・淡路大震災の社会学』（昭和堂、1999）
- （卜部敬康、林理）『常識の社会心理「あたりまえ」は本当にあたりまえか』（北大路書房、2002）
- （小川伸彦、山泰幸）『現代文化の社会学入門』（ミネルヴァ書房、2007）
- （皇學館大学コミュニケーション学科）『コミュニケーション力とは何だろう』（皇學館大学講演叢書第120輯）（皇學館大学出版部、2008）
- （皇學館大学コミュニケーション学科）『コミュニケーションの風景』（皇學館大学コミュニケーション学会、2009）

### 講演録
- 『現代人の想像力は衰退したのか？』（皇學館大学出版部、2002）

### 論文
- 「合理化と自己知 -心理主義社会の知識社会学」博士論文（平成11年　関西学院大学）